# Texto de rádio
A elaboração de um texto de rádio leva em consideração as particularidades deste meio de comunicação. A edição no radiojornalismo, por contar apenas com o som, sem nenhum apelo imagético ou infográfico, demanda muito cuidado na disposição das informações e linguagem utilizada. Segundo Martin Barbero, o rádio é a mídia que oferece maior possibilidade de acesso no tempo e no espaço.

## Características
A linguagem do rádio deve ser nítida, simples, repetitiva (mas rica em variações), forte, concisa, correta, invocativa e agradável aos ouvidos.
As principais características do rádio, são a instantaneidade e a agilidade que o veículo proporciona, além de seu potencial de comunicação.
Enquanto que ao jornal cabe as informações mais aprofundadas, gráficos e explicações, ao rádio cabe comunicar em tempo real, o que exige dos editores rapidez e grande capacidade de sintetizar os fatos. Maria Elisa Porchat define como tarefa dos editores a seleção e ordenação do material informativo a ser transmitido pelos noticiários. Entrevistas muito longas, entrevistados que falam rápido demais, devagar demais ou que desviam do assunto em pauta, devem ser orientados pelo repórter. Cabe à edição julgar os trechos mais importantes de uma entrevista, mas cabe ao repórter ter rapidez mental e improvisação para tornar a entrevista dinâmica.